# LineageOS
LineageOS (von englisch lineage [ˈlɪniɪdʒ] „Abstammung“ und OS von englisch operating system) ist ein Android-Custom-ROM und Betriebssystem für Smartphones und Tabletcomputer, welches auf Android basiert. Es ist eine Modifizierung des von Google entwickelten Betriebssystems AOSP (Android Open Source Project) und der Nachfolger des eingestellten CyanogenMod. LineageOS ist freie Software und wird von einer Gemeinschaft Freiwilliger entwickelt, die das Betriebssystem gratis zum Herunterladen bereitstellt. Im Mai 2024 belief sich die Anzahl der aktiven Installationen von LineageOS auf 3,42 Millionen, während 231 Android-Geräte unterstützt wurden.

## Geschichte

### CyanogenMod und Gründung von Cyanogen Inc.
Am 25. Mai 2009 veröffentlichte Stefanie Kondik (Benutzername: Cyanogen, damals als Steve Kondik) im Forum der XDA-Developers-Gemeinschaft die Android-Modifizierung CyanogenMod. Diese wurde im Laufe der folgenden Jahre als Community-Projekt weiterentwickelt und fand großen Zuspruch.
2013 erhielt Stefanie Kondik von den Venture-Capital-Fonds Benchmark Capital und Redpoint Ventures 7 Millionen US-Dollar Finanzierung mit dem Ziel, die kommerzielle Nutzung des Betriebssystems zu monetarisieren, zum Beispiel für die Installation von CyanogenMod ab Werk durch die Hardwarehersteller entsprechender Smartphones. Kondik gründete daraufhin das Startup-Unternehmen Cyanogen Inc., das von seinem Mitgründer Kirt McMaster als CEO geleitet wurde.
2015 war CyanogenMod mit mehr als 50 Millionen Nutzern weltweit das am weitesten verbreitete Community-basierte Android-Derivat.

### Geschäftlicher Misserfolg von Cyanogen Inc.
Cyanogen Inc. vermochte zwar Verträge mit einigen Hardware-Produzenten abzuschließen, jedoch schlug der Versuch der Kommerzialisierung des Projekts fehl. Unter anderem trugen auch unternehmensinterne Unstimmigkeiten zum Misserfolg bei. Im Juli 2016 wurde Cyanogen Inc. von den Investoren grundlegend restrukturiert. Die Folge waren weitreichende Entlassungen, die unter anderem die gesamte Abteilung für die Betriebssystem-Entwicklung betrafen. Kondik selbst wurde hierarchisch degradiert. Am 11. Oktober 2016 wurde der CEO McMaster entlassen und durch Lior Tal ersetzt. Am 30. November 2016 verließ auch Kondik das Unternehmen.
Am 23. Dezember erklärte Cyanogen Inc. offiziell die Einstellung ihrer Dienste bis spätestens zum 31. Dezember 2016, sicherte jedoch zu, dass der Quellcode weiterhin für jeden bereitgestellt würde, „der CyanogenMod persönlich bauen möchte“.

### Abspaltung des CyanogenMod-Quellcodes
Nur einen Tag später, am 24. Dezember 2016, erklärten einige der Stamm-Entwickler öffentlich, dass sie den frei verfügbaren Quellcode von CyanogenMod forken und in Form eines neuen Projektes weiterentwickeln würden. Dies solle – wie schon der Vorgänger CyanogenMod – gemeinschaftlich und als Freie Software geschehen. Einen weiteren Tag später lud die Gemeinschaft eine Kopie des CyanogenMod-Quellcodes auf GitHub hoch, was als Erscheinungsdatum von LineageOS gilt.
Da Cyanogen Inc. die Namensrechte an CyanogenMod markenrechtlich für sich gesichert hatte, musste ein neuer Name für das neue Projekt gewählt werden: LineageOS. Lineage bedeutet auf Englisch Abstammung bzw. Abstammungslinie. Dieser Name wurde bewusst im Hinblick auf die Abstammung von CyanogenMod gewählt.
Am 22. Januar 2017 wurden die ersten beiden offiziellen Versionen von LineageOS freigegeben: Version 13.0 und 14.1, die jeweils auf CyanogenMod 13.0 (Android 6.0) bzw. 14.1 (Android 7.1) basieren, wobei die Versionsnummerierung von CyanogenMod beibehalten wurde und seitdem fortgeführt wird. Seitdem erscheinen regelmäßig kleinere Updates als sogenannte nightly builds.

## Entwicklung
LineageOS hat viele Eigenschaften von CyanogenMod übernommen. So wird weiterhin Gerrit zur Prüfung des Quellcodes verwendet. Auch bei der Namensgebung orientiert sich LineageOS an den Versionsnummern von CyanogenMod. So entspricht Android 7.1 der LineageOS-Version 14.1.
Am 23. Januar 2017 erschienen die ersten offiziellen Versionen von LineageOS, zunächst jedoch nur als Nightly Build. Neben den von LineageOS zur Verfügung gestellten offiziellen Versionen existieren viele inoffizielle Ports auf Basis dieses Systems. Eine gängige Anlaufstelle für Entwickler dieser inoffiziellen Versionen ist etwa das Forum der XDA Developers.
Seit der Version 17.1 wird eine eigene Recovery-Implementierung für Standardinstallationen bereitgestellt. Andere Implementierungen können aber weiterhin verwendet werden.

## Installation
LineageOS kann auf diversen Android-Smartphones installiert werden, die einen entsperrten Bootloader haben. Dabei wird mit Hilfe eines Tools wie beispielsweise Fastboot über den Bootloader ein Custom-Recovery, in früheren Versionen war dies z. B. Team Win Recovery Project (TWRP) oder in neueren Versionen in Form eines eigenen, von LineageOS zur Verfügung gestellten Recovery, programmiert und in Folge gestartet. Mit diesem Recovery kann dann das entsprechende LineageOS-Installationspaket in Form eines sogenannten Sideload in den Flash-Speicher des Mobilgerätes programmiert werden.
Die LineageOS-Images bringen im Gegensatz zu dem Vorgänger CyanogenMod keine Root- bzw. SuperUser-(SU)-Rechte für Anwendungen mit, ebenso fehlen den LineageOS-Versionen aus lizenzrechtlichen Gründen jegliche Google-Apps (GApps). Die Möglichkeit zu SuperUser mittels Zusatzprogrammen wie Magisk und die GApps können jedoch als separate ZIP-Archive heruntergeladen und mit Hilfe des Recovery nachinstalliert werden. Eine der Hauptanwendungen für SuperUser ist der Einsatz von Firewalls wie AFWall+ am Mobilgerät, welche es den Anwender ermöglichen, den Netzwerkzugang selektiv bestimmten Anwendungsprogrammen zu erlauben oder zu verbieten. Diese Funktion ermöglicht LineageOS ohne Zusatzprogramme über die Rechteeinstellung der Anwendungsprogramme in der Grundausstattung.

## Versionsgeschichte
LineageOS führt die Nummerierung von CyanogenMod fort.
| LineageOS-Hauptversion                                                                                   | Android-Version             | Build   | Veröffentlichung  | Anmerkungen / Erwähnenswerte Änderungen |
| --- | --------------------------- | ------- | ----------------- | --------------------------------------- |
| 13.0 | Android 6.0.1 (Marshmallow) | Nightly | 22. Jan. 2017     | Basiert auf CyanogenMod 13.0            |
| 14.1 | Android 7.1.2 (Nougat)      | Nightly | 22. Jan. 2017     | Basiert auf CyanogenMod 14.1            |
| 15.1 | Android 8.1 (Oreo)          | Nightly | 26. Feb 2018      | Angekündigt am 5. Dezember 2017         |
| 16.0 | Android 9 (Pie)             | Nightly | 1. März 2019      | Angekündigt am 17. September 2018       |
| 17.1 | 10.0.0 (Android 10)         | Nightly | 2. April 2020     | Angekündigt am 1. April 2020            |
| 18.1 | 11.0.0 (Android 11)         | Nightly | 1. April 2021     | Angekündigt am 1. April 2021            |
| 19.1 | 12.0.0 (Android 12)         | Nightly | 26. April 2022    | Angekündigt am 26. April 2022           |
| 20 | 13.0.0 (Android 13)         | Nightly | 31. Dezember 2022 | Angekündigt am 31. Dezember 2022        |
| 21 | Android 14                  | Nightly | 14. Februar 2024  | Angekündigt am 14. Februar 2024         |
| 22.1 | Android 15                  | Nightly | 2. Januar 2025    | Angekündigt am 31. Dezember 2024        |
| Ältere Version; nicht mehr unterstütztÄltere Version; noch unterstütztAktuelle VersionZukünftige Version |                             |         |                   |                                         |

Üblicherweise werden schon vor dem offiziellen Release der nächsten Version für manche Geräte inoffizielle Builds auf Community-Seiten (wie XDA Developers) angeboten.

## Abspaltungen

### Android-ROMs auf Basis von LineageOS
Es gibt zahlreiche Abspaltungen von LineageOS, um den Installations- und Benutzerkomfort sowie den Datenschutz und die Sicherheit gegenüber einer Standardinstallation von LineageOS zu erhöhen:
- /e/OS wird mit microG, einer quelloffenen Implementierung der proprietären Google-Play-Dienste, ausgeliefert.[31][32]
- CalyxOS legt Wert auf eine einfache Installation, Datenschutz und Sicherheit, nutzt optional microG statt den Google-Play-Diensten und unterstützt Verified Boot mit einem geschlossenen Bootloader.[33][34] Die CalyxOS-Entwickler stützen sich stark auf den LineageOS-Code und die Community.[35]
- DivestOS ist ein ehemaliges Custom-Rom[36] und wurde zuerst aus Sicherheitsgründen nicht mit microG oder den Google-Play-Diensten ausgeliefert. Erst Ende 2023 wurde es mit microG ausgestattet. Außerdem wurden DivestOS-Builds mit Release-Schlüsseln signiert, sodass der Bootloader auf vielen Geräten erneut gesperrt werden konnte.[37]
- iodéOS wird mit optionalem microG ausgeliefert und bietet für einige Geräte Verified-Boot-Unterstützung.[38][39]
- LineageOS for microG wird von den Entwickler von microG zur Verfügung gestellt. Bei der Abspaltung ist microG als Alternative für die Google-Play-Dienste integriert. Durch das Anbieten eines Ablegers können so die für microG notwendigen Änderungen am Betriebssystemkern vorgenommen werden, die durch eine Veröffentlichung in Form einer App nicht möglich wären.[40]
- Replicant ersetzt alle proprietären Komponenten durch freie Komponenten. Es enthält keinerlei Binärblobs und ist damit ein freies Betriebssystem.[41]

### Sonstiges
Im Juli 2019 gelang es inoffiziellen Entwicklern, LineageOS auf die Nintendo Switch zu portieren (sogenannte Homebrew-Software). Das Projekt trägt den Namen Switchroot.

## Rezeption und Kritik
Golem.de berichtet im April 2022 über Sicherheitsprobleme bei LineageOS. Ein zentrales Problem ist der offene Recovery-Modus sowie der offene Bootloader, der ungewollte Systemänderungen und die Installation von Schadsoftware ermöglicht. Der Recovery-Modus stellt ein eigenständiges Betriebssystem neben dem Android-Hauptsystem dar. Es ermöglicht die Erstellung von Backups, die Behebung von Fehlern sowie die Reparatur, Löschung oder Ersetzung des Android-Systems. Ein weiteres Problem ist die fehlende Unterstützung von Verified Boot, einer Funktion, die das System bei jedem Start auf Veränderungen überprüft. Hinzu kommt, dass Sicherheitsupdates oft verspätet ausgeliefert werden. Besonders betroffen sind ältere Geräte, die oft verspätet oder gar nicht mit Updates versorgt werden.
Mike Kuketz, Lehrbeauftragter für IT-Sicherheit an der Dualen Hochschule Baden-Württemberg Karlsruhe, kam nach umfangreichen Tests im April 2023 zu einem ähnlichen Ergebnis. Für Kuketz macht LineageOS keinen besonders datenschutzfreundlichen oder sicheren Eindruck. Trotz des Verzichts auf die Google-Play-Services sei das System immer noch eng mit Google-Diensten verknüpft. Seiner Ansicht nach hängt die Qualität von LineageOS auf einem bestimmten Gerät stark von den Fähigkeiten und dem Engagement des jeweiligen Maintainers ab. Außerdem bemängelt er, wie auch Golem, dass die Installation von LineageOS im Vergleich zu sicherheitsbewussteren Custom-ROMs wie CalyxOS, GrapheneOS oder iodéOS mehr Aufwand erfordert.